# Mike Ribeiro
Mike Ribeiro (Montréal, Quebec, 1980. február 10. –) portugál szülőktől származó kanadai jégkorongozó, aki jelenleg a National Hockey League-ben szereplő Nashville Predators játékosa.

## Karrierje

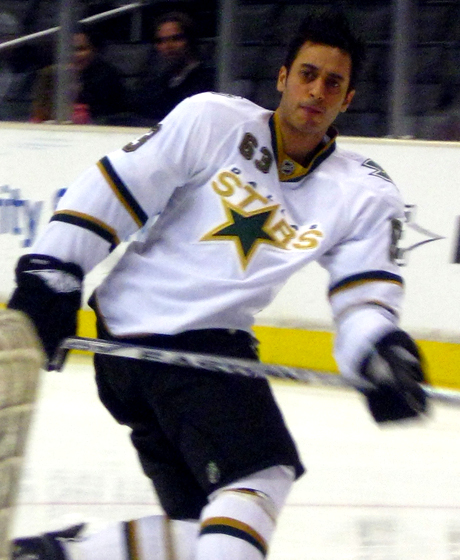
Mike Ribeiro még a Dallas Stars mezében

Komolyabb junior karrierjét a Québec Major Junior Hockey League-es Rouyn-Noranda Huskiesban kezdte és az első szezonban 125 pontot szerzett. Az 1998-as NHL-drafton a 45. helyen választotta ki őt a Montréal Canadiens. A draft után még egy szezont játszott a QMJHL-ben és ekkor már 167 pontot szerzett amivel pontkirály lett az összes kanadai junior ligát egybevéve. Még ennek az évnek a végén bemutatkozott a felnőttek között az American Hockey League-es Fredericton Canadiensben a rájátszásban öt mérkőzésen. 1999–2000-ben két mérkőzést játszott még a QMJHL-ben a Rouyn-Noranda Huskiesban majd átkerült a szintén QMJHL-es Québec Rempartsba 21 mérkőzésre és még a rájátszásban is nagy szerepe volt a csapat jó teljesítményében. Még ebben az évben felkerült az AHL-es Québec Citadellesbe három mérkőzésre és 19 mérkőzésen játék lehetőséget kapott az National Hockey League-es Montréal Canadienstől. 2000–2001-ben mindössze két mérkőzésnyi esélyt kapott Montréal Canadienstől mert a szezon többi részét a Quebec Citadellesben töltötte ahol 66 pontot szerzett a szezon során. A következő idényben már 43 meccsen viselhette a Canadiens mezét. Viszont 23 mérkőzést még mindig a Quebec Citadellesben játszott és ekkor 23 pontot szerzett. 2002–2003-ban három mérkőzésnyi időt az AHL-es Hamilton Bulldogsban töltött el és már 52 meccset játszhatott le a Canadiensben. A következő szezonban már teljes értékű montreali kerettaggá vált és csak egy összecsapásról hiányzott. A 2004–2005-ös NHL-lockout ideje alatt a finn ligában az Espoo Bluesban próbált szerencsét és pont/mérkőzéses átlaga volt. A lockout után visszatért a Canadienshez és szinte teljes idényt játszott. 2006-ban átigazolt a Dallas Starsba ahol 2012-ig meghatározó tag volt. 2007–2008-ban 76 mérkőzésen 83 pontot szerzett és meghívást kapott a 2008-as NHL All-Star Gálára. Ebben a szezonban nagyban hozzájárult, hogy a Dallas Stars a konferencia döntőig jutott a rájátszásban. A következő szezonban öt ponttal egyben öt góllal kevesebbet szerzett az alapszakasz során és a csapat nem jutott be a rájátszásba. A 2009–2010-es idényben csak 66 mérkőzést játszott és ezeken 53 pontot szerzett és a Dallas ismét nem jutott be a rájátszásba. A 2010–2011-es idényben mind a 82 mérkőzésen jégre lépett a Stars színeiben és élete egyik legjobb szezonját teljesítette 71 ponttal de a csapat így sem jutott be a rájátszásba. A 2011–2012-es szezonban viszonylag gyengén ment neki a játék és a Stars már egymást követő negyedi évben nem jutott be a rájátszásba. 2012. június 22-én a 2012-es NHL-draft közben Ribeirot elcserélték a Washington Capitalshoz Cody Eakinért és egy 2012-es 2. körös draftjogért (54. hely).

## Nemzetközi szereplés
Képviselte hazáját a 2000-es U-20-as jégkorong-világbajnokságon, ahol bronzérmes lett a kanadai válogatottal.

## Karrier statisztika
| 1997–1998         | Rouyn-Noranda Huskies | QMJHL             | 67  | 40  | 85  | 125 | 55  | 6  | 3  | 1  | 4  | 0  |
| 1998–1999         | Rouyn-Noranda Huskies | QMJHL             | 69  | 67  | 100 | 167 | 137 | 11 | 5  | 11 | 16 | 12 |
| 1998–1999         | Fredericton Canadiens | AHL               | —   | —   | —   | —   | —   | 5  | 0  | 1  | 1  | 2  |
| 1999–2000         | Rouyn-Noranda Huskies | QMJHL             | 2   | 1   | 3   | 4   | 0   | —  | —  | —  | —  | —  |
| 1999–2000         | Québec Remparts       | QMJHL             | 21  | 17  | 28  | 45  | 30  | 11 | 3  | 20 | 23 | 38 |
| 1999–2000         | Québec Citadelles     | AHL               | 3   | 0   | 0   | 0   | 2   | —  | —  | —  | —  | —  |
| 1999–2000         | Montréal Canadiens    | NHL               | 19  | 1   | 1   | 2   | 2   | —  | —  | —  | —  | —  |
| 2000–2001         | Québec Citadelles     | AHL               | 74  | 26  | 40  | 66  | 44  | 9  | 1  | 5  | 6  | 23 |
| 2000–2001         | Montréal Canadiens    | NHL               | 2   | 0   | 0   | 0   | 2   | —  | —  | —  | —  | —  |
| 2001–2002         | Québec Citadelles     | AHL               | 23  | 9   | 14  | 23  | 36  | 3  | 0  | 3  | 3  | 0  |
| 2001–2002         | Montréal Canadiens    | NHL               | 43  | 8   | 10  | 18  | 12  | —  | —  | —  | —  | —  |
| 2002–2003         | Hamilton Bulldogs     | AHL               | 3   | 0   | 1   | 1   | 0   | —  | —  | —  | —  | —  |
| 2002–2003         | Montréal Canadiens    | NHL               | 52  | 5   | 12  | 17  | 6   | —  | —  | —  | —  | —  |
| 2003–2004         | Montréal Canadiens    | NHL               | 81  | 20  | 45  | 65  | 34  | 11 | 2  | 1  | 3  | 18 |
| 2004–2005         | Espoo Blues           | SM-liiga          | 17  | 8   | 9   | 17  | 4   | —  | —  | —  | —  | —  |
| 2005–2006         | Montréal Canadiens    | NHL               | 79  | 16  | 35  | 51  | 36  | 6  | 0  | 2  | 2  | 0  |
| 2006–2007         | Dallas Stars          | NHL               | 81  | 18  | 41  | 59  | 22  | 7  | 0  | 3  | 3  | 4  |
| 2007–2008         | Dallas Stars          | NHL               | 76  | 27  | 56  | 83  | 46  | 8  | 3  | 8  | 11 | 4  |
| 2008–2009         | Dallas Stars          | NHL               | 82  | 22  | 56  | 78  | 52  | —  | —  | —  | —  | —  |
| 2009–2010         | Dallas Stars          | NHL               | 66  | 19  | 34  | 53  | 38  | —  | —  | —  | —  | —  |
| 2010–2011         | Dallas Stars          | NHL               | 82  | 19  | 52  | 71  | 28  | —  | —  | —  | —  | —  |
| 2011–2012         | Dallas Stars          | NHL               | 74  | 18  | 45  | 63  | 66  | —  | —  | —  | —  | —  |
| 2012–2013         | Washington Capitals   | NHL               | 48  | 13  | 36  | 49  | 53  | 7  | 1  | 1  | 2  | 10 |
| QMJHL összesített | QMJHL összesített     | QMJHL összesített | 159 | 125 | 216 | 341 | 212 | 28 | 11 | 32 | 43 | 50 |
| AHL összesített   | AHL összesített       | AHL összesített   | 113 | 35  | 55  | 90  | 80  | 17 | 1  | 9  | 10 | 25 |
| NHL összesített   | NHL összesített       | NHL összesített   | 785 | 186 | 423 | 609 | 397 | 49 | 6  | 21 | 27 | 48 |

## Díjai
- CHL Top Prospects Gála: 1998
- Michel Bergeron-trófea: 1998
- Paul Dumont-trófea: 1998
- RDS-kupa: 1998
- QMJHL Második All-Star Csapat: 1998
- CHL All-Rookie Csapat: 1998
- Jean Béliveau-trófea: 1999
- CHL Top Scorer Award: 1999
- QMJHL Első All-Star Csapat: 1999
- CHL Első All-Star Csapat: 1999
- Junior jégkorong-világbajnoki bronzérem: 2000
- NHL YoungStars Gála: 2002
- NHL All-Star Gála: 2008